# Basse-Allaine
Basse-Allaine is een gemeente in het district Porrentruy dat behoort tot het Kanton Jura. Basse-Allaine heeft 1.272 inwoners.

## Geschiedenis
Basse-Allaine is een fusiegemeente  en is op 1 januari 2009 ontstaan uit de gemeenten  Buix, Courtemaîche en Montignez.

## Geografie
Basse-Allaine heeft een oppervlakte van 22.97 km² en grenst aan de buurgemeenten Boncourt, Bure, Coeuve, Courchavon, Courcelles, Damphreux, Lugnez en Villars-le-Sec.
De gemiddelde  hoogte van 398 meter.

## Politiek
De burgemeester van Basse-Allaine is Stéphane Sudan. In het gemeentebestuur van Basse-Allaine is de grootste partij Christendemocratische Volkspartij met 49% van de zetels, de Sociaaldemocratische Partij van Zwitserland met 19.3%, Vrijzinnig Democratische Partij.De Liberalen met 17%, de Zwitserse Volkspartij met 11% en de Groene Partij van Zwitserland met 3.8% van de zetels.